# Внешняя политика ЮАР
Внешняя политика Южно-Африканской Республики — общий курс Южно-Африканской Республики (ЮАР) в международных делах. Внешняя политика регулирует отношения ЮАР с другими государствами. Реализацией этой политики занимается министерство международных отношений и сотрудничества ЮАР.

## Общий курс
Министерство иностранных дел отвечает за внешнеполитические решения ЮАР. Департамент иностранных дел МИД ЮАР поддерживает связь с иностранными правительствами и международными организациями по всем вопросам, касающимся официальных отношений, которые поддерживаются через иностранных правительственных чиновников и дипломатов, аккредитованных в ЮАР, а также через аккредитованные посольства, консульства и другие представительства ЮАР за рубежом. До начала 1990-х годов Департамент иностранных дел МИД ЮАР и дипломатический корпус конкурировали с многочисленными заинтересованными учреждениями «дипломатическими службами», управляемыми антиапартеидными организациями в изгнании, особенно с Африканским национальным конгрессом (АНК). Целью этих параллельных каналов связи было изолировать правительство ЮАР от международного сообщества как средство оказания давления на Преторию с целью отмены режима апартеида.
После отмены режима апартеида и инаугурации демократически избранного правительства национального единства внешние отношения ЮАР резко изменились. Дипломатическая изоляция страны закончилась, а существующие отношения с другими странами и международными организациями улучшились. ЮАР восстановила дипломатические и торговые отношения со многими странами, особенно в Африке, и установила новые отношения с некоторыми бывшими сторонниками санкций, такими как Индия, Пакистан, Бахрейн, Малайзия, Иордания, Ливия и Куба. Несколько региональных и международных организаций пригласили ЮАР присоединиться или возобновить свое членство, в том числе Организация африканского единства (ОАЕ), Сообщество развития Юга Африки (САДК) и Организация Объединённых Наций (ООН). Кроме того, ЮАР стала участвовать в международных и двусторонних спортивных, академических и научных мероприятиях, часто впервые за десятилетия. Улучшились отношения со странами бывшего Советского Союза, Восточной и Центральной Европы. В 1990 году ЮАР имела полные дипломатические отношения с тридцатью девятью странами; это число увеличилось до шестидесяти девяти в 1993 году и по крайней мере до 147 в 1995 году.
После парламентских выборов в апреле 1994 года президент ЮАР Нельсон Мандела назначил двух членов АНК: Альфреда Нзо и Азиза Пахада, министром и заместителем министра иностранных дел. Он отказался от немедленных радикальных изменений в дипломатическом корпусе. Основы будущей внешней политики ЮАР были сформулированы Нельсоном Манделой в конце 1993 года в статье, опубликованной в журнале «Foreign Affairs». Эти принципы — продвижение прав человека и демократии; уважение к справедливости и международному праву в межгосударственных отношениях; достижение мира с помощью «согласованных на международном уровне ненасильственных механизмов, включая эффективные режимы контроля над вооружениями»; включение африканских проблем и интересов в выбор внешней политики; и экономическое развитие, основанное на «сотрудничестве во взаимозависимом мире». Нельсон Мандела осудил прежнее экономическое доминирование ЮАР в регионе и её намеренную дестабилизацию соседних государств. Вместо этого Нельсон Мандела призвал к «сотрудничеству в региональных проектах строительства, инфраструктуры и освоения ресурсов практически во всех секторах и областях». Наконец, Нельсон Мандела выступал за полную реинтеграцию ЮАР в глобальные торговые сети.
Эти принципы внешней политики воплощались в жизнь еще до инаугурации Нельсона Манделы. Например, в начале 1994 года Фредерик Виллем де Клерк и Нельсон Мандела вместе с президентами Ботсваны и Зимбабве помогли положить конец военному восстанию в соседнем Лесото. В середине 1994 года ЮАР оказала первую помощь миротворческой операции ООН, поставив больничное оборудование в Руанду. Также в 1994 году президент Нельсон Мандела согласился помочь остановить гражданскую войну в Анголе, хотя и предостерег от нереалистично завышенных ожиданий в разрешении этого и других глубоко укоренившихся политических и этнических конфликтов.